# Stiftung zur Förderung der Archäologie im rheinischen Braunkohlenrevier
Die Stiftung zur Förderung der Archäologie im rheinischen Braunkohlenrevier wurde im April 1990 gegründet. Stifter waren das Land Nordrhein-Westfalen und RWE Power, Zustifter war der Landschaftsverband Rheinland, der auch die Geschäftsführung innehat. Gefördert wird die Bodendenkmalpflege im Gebiet des Braunkohletagebaus zwischen Bonn, Aachen und Grevenbroich. Bedeutendstes Anliegen ist die Rettung archäologischer Bodendenkmäler vor der Zerstörung durch den Braunkohlebergbau.

## Stiftung
Das Stiftungskapital beträgt 16,2 Millionen Euro. Jährlich wird etwa eine halbe Million Euro ausgeschüttet. Darin sind enthalten auch Stipendien für Magister- und  Doktorarbeiten.
In den Vorstand werden von den drei beteiligten Seiten für jeweils vier Jahre Vertreter und Stellvertreter delegiert.  Die Stifter berufen je zwei Personen in den Beirat. Ihm gehören an: Thomas Stöllner (Ruhr-Universität Bochum), Jan Bemmann (Institut für Vor- und Frühgeschichtliche Archäologie der Rheinischen Friedrich-Wilhelms-Universität, Bonn), Jürgen Kunow (Leiter des Rheinischen Amtes für Bodendenkmalpflege, Bonn), Udo Geilenbrügge (Leiter der Außenstelle Titz des RAB) (LVR), Andreas Zimmermann (Universität zu Köln),  und George Milojcic (Deutscher Braunkohlen-Industrie-Verein (DEBRIV), Köln).

## Aufgabenbereich
Jährlich wird im Rheinischen Braunkohlenrevier eine Fläche von rund 350 Hektar in den Tagebauen Garzweiler, Hambach und Inden abgebaut. Dabei stößt die amtliche Bodendenkmalpflege mit ihren Notgrabungen an ihre Grenzen. Die Stiftung soll den Archäologen die Möglichkeit bieten, mit dem Kohleabbau Schritt zu halten und soviel historische Substanz zu retten wie möglich. Die Arbeiten an den Tagebauen werden vom Landschaftsverband Rheinland – Rheinisches Amt für Bodendenkmalpflege (Außenstelle Titz) betreut. Jährlich inventarisiert, dokumentiert und gegebenenfalls restauriert man rund 200.000 Funde.
Bisher gab es an acht Stellen Ausgrabungen: Hahner Hof, Kirche St. Pankratius, Burg Reuschenberg, Siedlungen im Inde-Mündungsgebiet, Haus Stolzenberg und die jungsteinzeitliche Siedlungsgruppe zwischen Inden und Altdorf. Die Stiftung fördert auch Ausstellungen und Fachtagungen für ihren Bereich. Jährlich wird ein Tag der Archäologie veranstaltet, an dem Besucher den Archäologen bei der Arbeit über die Schulter sehen können.

## Archäologiepreis
Der Archäologiepreis der Stiftung wird seit 1993 in unregelmäßigen Abständen vergeben. Er zeichnet innovative Forschungsansätze um die Archäologie im Braunkohlentagebau  aus. Der Preis ist mit 5.000 Euro dotiert.

### Preisträger
- 1993: Rudolph Kuper
- 1995: Andreas Zimmermann
- 1998: Winrich Schwellnus
- 2000: Wolf Dieter Speitmann (Wolf Dieter Becker)
- 2001: Christiane Krahn-Schigiol
- 2005: Marion Brüggler
- 2007: Erich Claßen
- 2010: Carsten Mischka
- 2015: Jens Lüning
- 2017: Timo Bremer
- 2023: Manuel Broich[2]